# Муина (Удине)
Муина је насеље у Италији у округу Удине, региону Фурланија-Јулијска крајина.
Према процени из 2011. у насељу је живело 165 становника. Насеље се налази на надморској висини од 549 м.